# Dolina (Vrbje)
Dolina is een plaats in de gemeente Vrbje in de Kroatische provincie Brod-Posavina. De plaats telt 369 inwoners (2001).